# 4022 Nonna
4022 Nonna este un asteroid din centura principală, descoperit pe 8 octombrie 1981 de Liudmila Cernîh.